# 羅城モーラオ族自治県
羅城モーラオ族自治県（らじょう-モーラオぞく-じちけん）は中華人民共和国広西チワン族自治区河池市に位置するモーラオ族自治県。

## 行政区画
- 鎮:東門鎮、竜岸鎮、黄金鎮、小長安鎮、四把鎮、天河鎮、懐群鎮
- 郷:宝壇郷、喬善郷、納翁郷、兼愛郷